# Бруно Міранда
Бруно Міранда (ісп. Bruno Miranda, нар. 10 лютого 1998, Санта-Крус-де-ла-Сьєрра) — болівійський футболіст, нападник клубу «Зе Стронгест» і національної збірної Болівії.

## Клубна кар'єра
У дорослому футболі дебютував 2016 року виступами за команду «Універсідад де Чилі», взявши участь у 3 матчах чемпіонату. Протягом 2017–2018 років грав у США на правах оренди за «Ді Сі Юнайтед» та «Річмонд Кікерз».
Повернувшись на батьківщину 2019 року, грав за «Хорхе Вільстерман», «Рояль Парі», «Болівар» та «Гвабіру». 2022 року провів також декілька матчів за бразильский «Гуарані» (Кампінас).
2024 року уклав контракт із клубом «Зе Стронгест».

## Виступи за збірні
2013 року дебютував у складі юнацької збірної Болівії (U-15), загалом на юнацькому рівні взяв участь у 8 іграх, відзначившись 4 забитими голами.
2017 року залучався до складу молодіжної збірної Болівії. На молодіжному рівні зіграв у 4 офіційних матчах, забивши один гол.
Того ж 2017 року дебютував в офіційних матчах у складі національної збірної Болівії.
У складі збірної був учасником розіграшу Кубка Америки 2024 року у США.
| Дата       | Місто         | Господарі | Результат | Гості             | Турнір                       | Голи | Примітки |
| ---------- | ------------- | --------- | --------- | ----------------- | ---------------------------- | ---- | -------- |
| 29-5-2016  | Канзас-Сіті   | США       | 4 – 0     | Болівія           | товариський матч             | -    | 46'      |
| 28-3-2017  | Ла-Пас        | Болівія   | 2 – 0     | Аргентина         | Відбір до ЧС 2018            | -    | 90'      |
| 3-6-2017   | Манагуа       | Нікарагуа | 0 – 1     | Болівія           | товариський матч             | -    | 46'      |
| 24-3-2018  | Віллемстад    | Кюрасао   | 1 – 1     | Болівія           | товариський матч             | -    | 78'      |
| 27-3-2018  | Віллемстад    | Кюрасао   | 1 – 0     | Болівія           | товариський матч             | -    | 65'      |
| 29-5-2018  | Честер        | США       | 3 – 0     | Болівія           | товариський матч             | -    | 63'      |
| 9-10-2020  | Сан-Паулу     | Бразилія  | 5 – 0     | Болівія           | Відбір до ЧС 2022            | -    |          |
| 13-10-2020 | Ла-Пас        | Болівія   | 1 – 2     | Аргентина         | Відбір до ЧС 2022            | -    | 64'      |
| 29-3-2021  | Гуаякіль      | Еквадор   | 2 – 1     | Болівія           | товариський матч             | -    | 46'      |
| 6-11-2021  | Вашингтон     | Сальвадор | 0 – 1     | Болівія           | товариський матч             | -    | 38'      |
| 12-11-2021 | Ліма          | Перу      | 3 – 0     | Болівія           | Відбір до ЧС 2022            | -    | 78'      |
| 21-1-2022  | Сукре         | Болівія   | 5 – 0     | Тринідад і Тобаго | товариський матч             | 1    |          |
| 28-1-2022  | Баринас       | Венесуела | 4 – 1     | Болівія           | Відбір до ЧС 2022            | 1    |          |
| 1-2-2022   | Ла-Пас        | Болівія   | 2 – 3     | Чилі              | Відбір до ЧС 2022            | -    | 36' 61'  |
| 20-11-2022 | Арекіпа       | Перу      | 1 – 0     | Болівія           | товариський матч             | -    | 46'      |
| 12-10-2023 | Ла-Пас        | Болівія   | 1 – 2     | Еквадор           | Відбір до ЧС 2026            | -    | 81'      |
| 12-6-2024  | Честер        | Еквадор   | 3 – 1     | Болівія           | товариський матч             | -    | 46'      |
| 15-6-2024  | Іст-Ратерфорд | Колумбія  | 3 – 0     | Болівія           | товариський матч             | -    | 82'      |
| 23-6-2024  | Арлінгтон     | США       | 2 – 0     | Болівія           | Копа Америка 2024 - 1-й етап | -    | 68'      |
| 1-7-2024   | Орландо       | Болівія   | 1 – 3     | Панама            | Копа Америка 2024 - 1-й етап | 1    | 63'      |
| Усього     |               | Матчів    | 20        |                   | Голів                        | 3    |          |